# Jeff Marx
Jeff Marx (10 settembre 1970) è un paroliere e compositore statunitense.

## Biografia
Jeff Marx ha studiato legge all'Università del Michigan e ha ottenuto il titolo di Juris Doctor alla Benjamin N. Cardozo School of Law; è iscritto all'albo degli avvocati dello stato di New York, ma non ha mai esercitato la professione, dedicandosi invece al teatro.
Nel 2004 ha vinto il Tony Award alla migliore colonna sonora originale per i suoi testi del musical Avenue Q, su partitura di Robert Lopez.